# کشتار دانشگاه کنت
کشتار دانشگاه کنت (به انگلیسی: Kent State shootings) به واقعه‌ای گفته می‌شود که طی آن، با تیراندازی گارد ملی آمریکا به سمت دانشجویان معترض به جنگ ویتنام، در دانشگاه ایالتی کنت در شهر کنت در ایالت اوهایو، تعدادی دانشجو کشته و مجروح شدند. در بهار سال ۱۹۷۰ میلادی، نیروهای آمریکا و ویتنام جنوبی به مخفیگاه‌های نیروهای ویتنام شمالی در کامبوج حمله کردند که اعتراضات گسترده‌ای را در آمریکا به دنبال داشت. یکی از این اعتراضات در تاریخ ۴ مه ۱۹۷۰ میلادی در دانشگاه کنت بود که با شلیک گلوله سربازان گارد ملی اوهایو به سمت حدود ۲۰۰۰ دانشجوی معترض به طرزی فجیع خاتمه یافت. در این تیراندازی ۴ دانشجو کشته و ۹ تن زخمی شدند. این واقعه، موجب اعتراضات و اعتصابات گسترده در بسیاری از دانشگاه‌های آمریکا شد.
در دادگاه‌هایی که بعد از این حادثه تشکیل گشت، همه متهمان (سربازان گارد ملی و فرماندار اوهایو) از تمام اتهامات تبرئه شدند.
جُرج سِگال به یادِ این کشتار، در سال‌های ۱۹۷۸-۱۹۷۹ پیکره‌ای با عنوانِ «ابراهیم و اسحاق» ساخت که ابراهیم را دشنه به دست در برابرِ اسحاقِ زانوزده و دست‌بسته تصویر کرده است. این تندیس هم‌اکنون در باغِ دانشکده‌ی تندیسگریِ مدرنِ دانشگاهِ پرینستون قرار دارد.